# São José do Bonfim
São José do Bonfim är en kommun i Brasilien.   Den ligger i delstaten Paraíba, i den östra delen av landet, 1 500 km nordost om huvudstaden Brasília. Antalet invånare är 3 233.
Omgivningarna runt São José do Bonfim är huvudsakligen savann. Runt São José do Bonfim är det glesbefolkat, med 16 invånare per kvadratkilometer.